# تپه چیا بردینه
تپه چیا بردینه مربوط به عصر مفرغ است و در شهرستان کوهدشت، بخش رومشگان، دهستان رومشگان غربی، روستای مراد آباد واقع شده و این اثر در تاریخ ۲۳ بهمن ۱۳۸۵ با شمارهٔ ثبت ۱۷۱۷۶ به‌عنوان یکی از آثار ملی ایران به ثبت رسیده است.